# Carlos Matallanas
Carlos Alberto Gómez Matallanas (Madrid, 18 de abril de 1981-Sevilla, 9 de marzo de 2021) fue un periodista, escritor, analista de fútbol y futbolista. Falleció de esclerosis lateral amiotrófica, la cual padecía desde 2013.

## Biografía

### La ELA
En verano de 2013 empezó a sufrir los primeros síntomas de la ELA, aunque no se lo diagnosticaron hasta un año después, momento en el que se retiró del fútbol, abandonó la manera en la que ejercía el periodismo deportivo y, de la misma forma, dejó los estudios de entrenador que había iniciado meses atrás.
Desde 2014, su actividad se centró en su enfermedad redactando artículos costumbristas en El Confidencial, en los que describe con naturalidad la dificultad de su día a día. Es en esta época también comenzó a publicar unos artículos futbolísticos de opinión en el diario As con su blog "Silencio, se juega" y también edita el libro "La vida es un juego. Estrategia para Mario y Blanca". Todo ello lo escribe con las pupilas mediante un ordenador, estando ya tetrapléjico y postrado en una cama.
En 2015, antes de quedar tetrapléjico, recibe la medalla de bronce de la Real Orden del Mérito Deportivo de mano del presidente del CSD, Miguel Cardenal, por su lucha contra esta enfermedad apoyándose en los valores del deporte y en 2018, la Asociación de Futbolistas Españoles (AFE) crea el Premio Carlos Matallanas de novela breve, confluyendo en dicho galardón sus dos pasiones: el fútbol y las letras.
A finales de 2014, ya con síntomas de la ELA, organizó un partido amistoso en el estadio Fernando Torres (Fuenlabrada), con amigos y excompañeros que sirvió para recaudar fondos para FUNDELA, organización que vela por la investigación de esta enfermedad. Fue la última vez que Carlos se puso unas botas de fútbol.

### Periodismo
Cuando a Carlos le diagnosticaron la ELA, además de descartar cualquier actividad física, también dejó de lado sus estudios de entrenador y la manera habitual en la que venía ejerciendo el periodismo deportivo. De este modo, en octubre de 2014 estrenó en El Confidencial su blog llamado "Mi batalla contra la ELA" en el que escribe regularmente su nuevo día a día y cuyos primeros 41 artículos acabaron recopilados en un libro titulado como su blog y que salió publicado en diciembre de 2015.
Ya sin habla, (su hermano Gonzalo lee sus textos) grabó una entrevista documental con Fernando Torres llamada "Fútbol y Vida", que terminó convirtiéndose en un libro -escrito por el exfutbolista, periodista y escritor José Antonio Martín 'Petón'- titulado "¿Quién dijo rendirse?".
En verano de 2016, por el avance de la enfermedad, Carlos se quedó tetrapléjico y con la única posibilidad de mover las pupilas para escribir y comunicarse a través de un ordenador. A partir de entonces, añadió a sus artículos en El Confidencial otros de opinión en el diario As dentro del blog "Silencio, se juega".

### Analista de equipos profesionales
En 2017, Carlos comenzó a compaginar su labor periodística con su carrera futbolística. Su exentrenador en el Racing Portuense, Mere Hermoso, le pidió ayuda en el análisis táctico del Cádiz B, equipo que dirigía en esa temporada, la 2017-18, y su trabajo sirvió para que el CF Fuenlabrada de Segunda B les fichara de cara a la 2018-19. En dicha temporada, el club del sur de Madrid ascendió a Segunda División y terminó siendo campeón de toda Segunda B.
En la 2019-20, Carlos debutó como asesor en Segunda, aunque a mitad de curso abandonó el club fuenlabreño tras la destitución de su entrenador estando el equipo en puestos de permanencia. En el verano siguiente, en 2020, fichó por la Agrupación Deportiva Alcorcón.

## Clubes[29]
| Club                                      | Año     |
| ----------------------------------------- | ------- |
| Categorías inferiores del RCD Carabanchel | 1993-99 |
| Alcobendas Juvenil                        | 1999-00 |
| CD Coslada 'B'                            | 2000-01 |
| Santa Ana                                 | 2001-03 |
| Parque Europa                             | 2003    |
| CD Fortuna                                | 2004-05 |
| CD Puerta Bonita                          | 2005-06 |
| Rayo Majadahonda                          | 2006-08 |
| CF Pozuelo de Alarcón                     | 2008-09 |
| CDC Moscardó                              | 2009-10 |
| RCD Carabanchel                           | 2010-12 |
| Racing Portuense                          | 2012-13 |
| UD Roteña                                 | 2013-14 |

## Libros
- "Mi batalla contra la ELA" (diciembre de 2015). Recopilación de 41 artículos escritos por Carlos en El Confidencial.[17]
- "La vida es un juego. Estrategia para Mario y Blanca" (febrero de 2021). En él expresa su visión y aprendizaje sobre la vida, un texto que va dirigido fundamentalmente para las futuras generaciones y que se apoya en el juego del fútbol para explicarlo.[8]

## Distinciones
- Medalla de bronce de la Real Orden del Mérito Deportivo (2015)[11]
- Premio de la Asociación Internacional de Periodismo Deportivo a la segunda Mejor Columna del año 2019 por su "Carta a Rafael Nadal"[33] (2020)[34]